# Amarantos von Alexandria
Amarantos von Alexandria (altgriechisch Ἀμάραντος ὁ Ἀλεξανδρεύς; auch Amarantus Grammaticus genannt) war ein griechischer Grammatiker des 2. Jahrhunderts.
Athenaios nennt ihn Alexandriner. Ob Amarantos in Alexandria geboren wurde oder dort lediglich tätig war, ist unklar. Er muss nach Iuba von Mauretanien († 23 n. Chr.) und vor oder zur Zeit des Galenos († zwischen 199 und 216), der ihn zitiert, gelebt haben. Allgemein nimmt man an, dass er ein älterer Zeitgenosse des Galenos war.
Von Amarantos sind nur Fragmente seiner Werke erhalten. Demnach verfasste er einen Kommentar zu Theokrit, der von spätantiken und byzantinischen Gelehrten häufig herangezogen wurde. Diesbezügliche Zitate sind im Etymologicum genuinum und im Etymologicum magnum erhalten. Er ist der letzte namentlich zu fassende antike Kommentator des Theokrit.
Eines seiner Werke trug den Titel Περὶ σκηνής („Über die Bühne“) und enthielt den bei Athenaios erhaltenen Fragmenten zufolge anekdotisch verdichtete Biographien griechischer Theaterschauspieler, zum Beispiel über einen naschhaften Schauspieler namens Leonteus von Argos, dessen Nachsicht für seinen Bauch ihn seiner Stimme beraubte. An anderer Stelle berichtet er über Herodoros, einen riesigen Trompeter aus Megara, der zwei Trompeten zugleich blasen konnte und die Angewohnheit hatte, nur auf Löwenfellen zu schlafen. Darüber hinaus überliefert Galen zwei Rezepte, für die er sich auf Amarantos bezieht.